# 東京都労働組合連合会
東京都労働組合連合会（とうきょうとろうどうくみあいれんごうかい、略称：都労連（とろうれん））は、1946年に結成された日本の労働組合である。東京都庁舎内に所在し、東京都内の主要労働組合の1つである。2015年7月時点で36,143人の組合員を組織する。
全国労働組合連絡協議会（全労協）、大都市労連連絡協議会加盟に加盟しているとともに、公務公共サービス労働組合協議会地方公務員部会にはオブザーバー加盟している。過去には日本労働組合総評議会（総評）、日本官公庁労働組合協議会に加盟していた。
東京都知事に対して職員を代表して給与改定交渉を行う。

## 歴史
1946年に結成する。
1950年に総評が結成されるとこれに加盟する。
80年代の労戦再編では、連合に加盟する組合（東交、全水道東水労、都高教）と、全労連に加盟する組合（都教組、都立大労組）、どちらにも属せず中立になる組合（都庁職）が発生、都労連自体は連合、全労連のどちらにも属しない全労協に加盟した。

## 構成組織
- 東京都庁職員労働組合（都庁職）[6]

東京都庁職員で組織する組合。自治労都庁職および自治労連都庁職の支部は、全てこの組合の支部で構成されている。
- 東京都教職員組合（都教組）[6]

東京の小中学校の教員・事務職員で組織する組合。下部組織として養護学校教職員で組織する東京都障害児学校教職員組合（都障教組）をもつ。
- 東京交通労働組合（東交）[6]

東京都交通局の職員で組織する組合。
- 全水道東京水道労働組合（全水道東水労、東水労）[6]

東京都水道局・下水道局職員で構成する組合。
- 東京都高等学校教職員組合（都高教）[6]

東京の高等学校教職員で組織する組合。下部組織として事務職員で組織する東京都公立学校事務職員組合（都高職組）をもつ。
- 公立大学法人首都大学東京労働組合（首都大学東京労組、オブザーバー[8]）[6]

東京都公立大学法人の教職員で組織する組合。